# Monsignore
Monsignore (italienska: "Min herre"), förkortning msgr eller mons. (franska: mgr) är inom romersk-katolska kyrkan en honorärtitel som tilldelas särskilt förtjänta präster. Pluralform monsignori eller monsignorer.
Såväl monsignorens kaftan för stadsbruk som hans kordräkt lånar drag från biskopens dräkt, vanligtvis olika lila inslag. Biskopens pektoralkors, violetta biretta samt rochetten är däremot förbehållna biskopar. Monsignorer saknar vanligtvis varje form av jurisdiktion.
På franska tituleras biskopar med denna titel, varför missförstånd lätt kan uppstå. På svenska, tyska eller engelska tilltalas emellertid biskopar med biskop (motsvarande) eller Ers Högvördighet alternativt Ers Excellens (eller motsvarande).

## Monsignori i urval katolska kyrkan i Sverige
- Msgr Lars Cavallin (född 1940) domprost emeritus
- Msgr Miroslav Dudek, rektor emeritus, Sankt Sigfrids prästseminarium i Uppsala, Stockholms katolska stift
- Msgr Göran Degen (1944-2014) rektor emeritus på Sankt Sigfrids prästseminarium och tidigare kyrkoherde
- Msgr Jan-Erik Smith, rektor emeritus på Collegio Svedese i Rom och tidigare kyrkoherde i Marie Bebådelse katolska församling i Stockholm
- Msgr Don Riccardo Bulloni (avliden), tidigare kyrkoherde i Sankt Pauli katolska församling i Gävle.

## Kända monsignori
- Titulärärkebiskop Msgr Georg Gänswein, påve emeritus Benedictus XVI:s sekreterare